# 扬·瓦茨瓦夫·马哈伊斯基

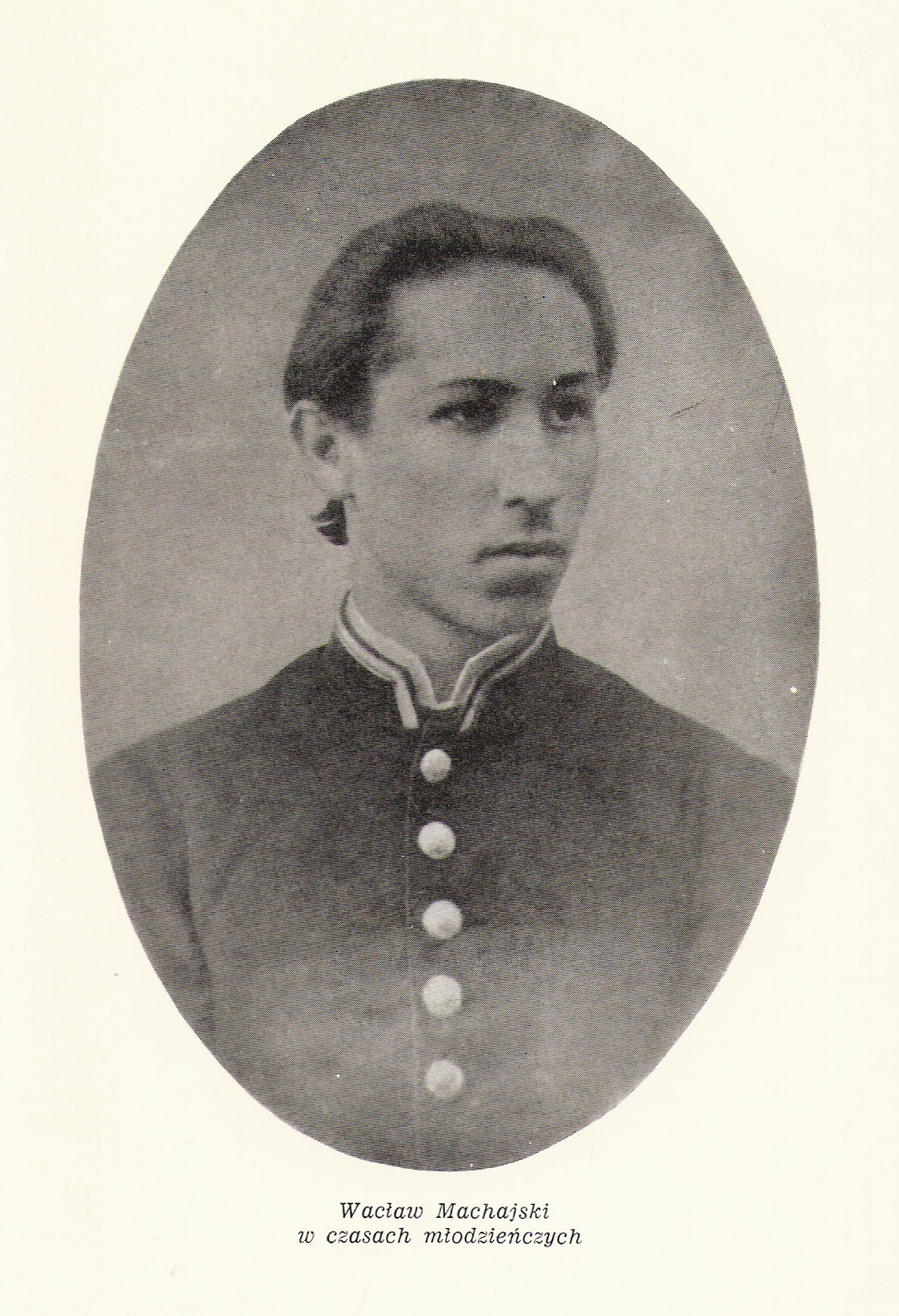
扬·瓦茨瓦夫·马哈伊斯基

扬·瓦茨瓦夫·马哈伊斯基（波蘭語：Jan Wacław Machajski；1866年—1926年），波兰革命家，受无政府主义和马克思主义的影响，但批判二者是知识分子的产物。

## 生平
马哈伊斯基生于波兰贫困公务员家庭，早年受波兰民族主义影响，后放弃民族主义投身社会主义和国际主义运动，1892年被捕流放西伯利亚，后前往瑞士日内瓦，1908年回到克拉科夫，1909年底到达扎科帕内，被捕后流亡奥地利。1917年前往彼得格勒，对布尔什维克持模棱两可的态度。

## 马哈伊斯基主义
受米哈伊爾·巴枯寧的影响，马哈伊斯基在《脑力劳动者》（1905年）一书中认为社会主义是知识分子主导的运动，包括马克思主义社会民主党人在内的知识分子，其阶级利益与手工业工人是对立的，他将无政府主义的政治批判和马克思主义的政治经济学及历史理论结合起来，将马克思主义对阶级主导的意识形态的批判运用在了马克思主义本身。他提出了在社会发展过程中存在一个“国家资本主义”阶段，在此阶段知识分子会夺取权力压迫工人阶级。马哈伊斯基认为社会主义是工人阶级直接控制经济制度。他的观点预示后来对苏联和类似苏联的国家的社会本质的讨论。他的政治思想被称为马哈伊斯基主义。